# Сан-Франческо-ди-Паола-аи-Монти (титулярная диакония)
Титулярная диакония Сан-Франческо-ди-Паола-аи-Монти (лат. Diaconia Sancti Francisci a Paula ad montes) — титулярная церковь была создана Папой Павлом VI 7 июня 1967 года апостольской конституцией Decessores nostri. Титул принадлежит церкви Сан-Франческо-ди-Паола, расположенной в районе Рима Монти, на одноименной площади.

## Список кардиналов-дьяконов и кардиналов-священников титулярной диаконии Сан-Франческо-ди-Паола-аи-Монти
- Александр Ренар, титул pro illa vice (26 июня 1967 — 24 мая 1976, назначен кардиналом-священником Сантиссима-Тринита-аль-Монте-Пинчо);
- Иосиф Мария Чинь Ньы Кхюэ, титул pro illa vice (24 мая 1976 — 27 ноября 1978, до смерти);
- вакансия (1978 — 1985);
- Пьетро Паван (25 мая 1985 — 26 декабря 1994, до смерти);
- вакансия (1994 — 2003);
- Ренато Раффаэле Мартино (21 октября 2003 — 28 октября 2024, до смерти).